# 书院

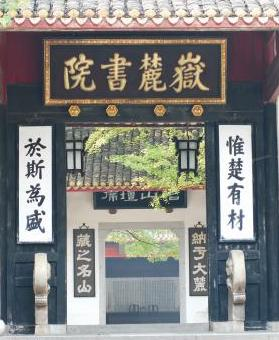
岳麓书院

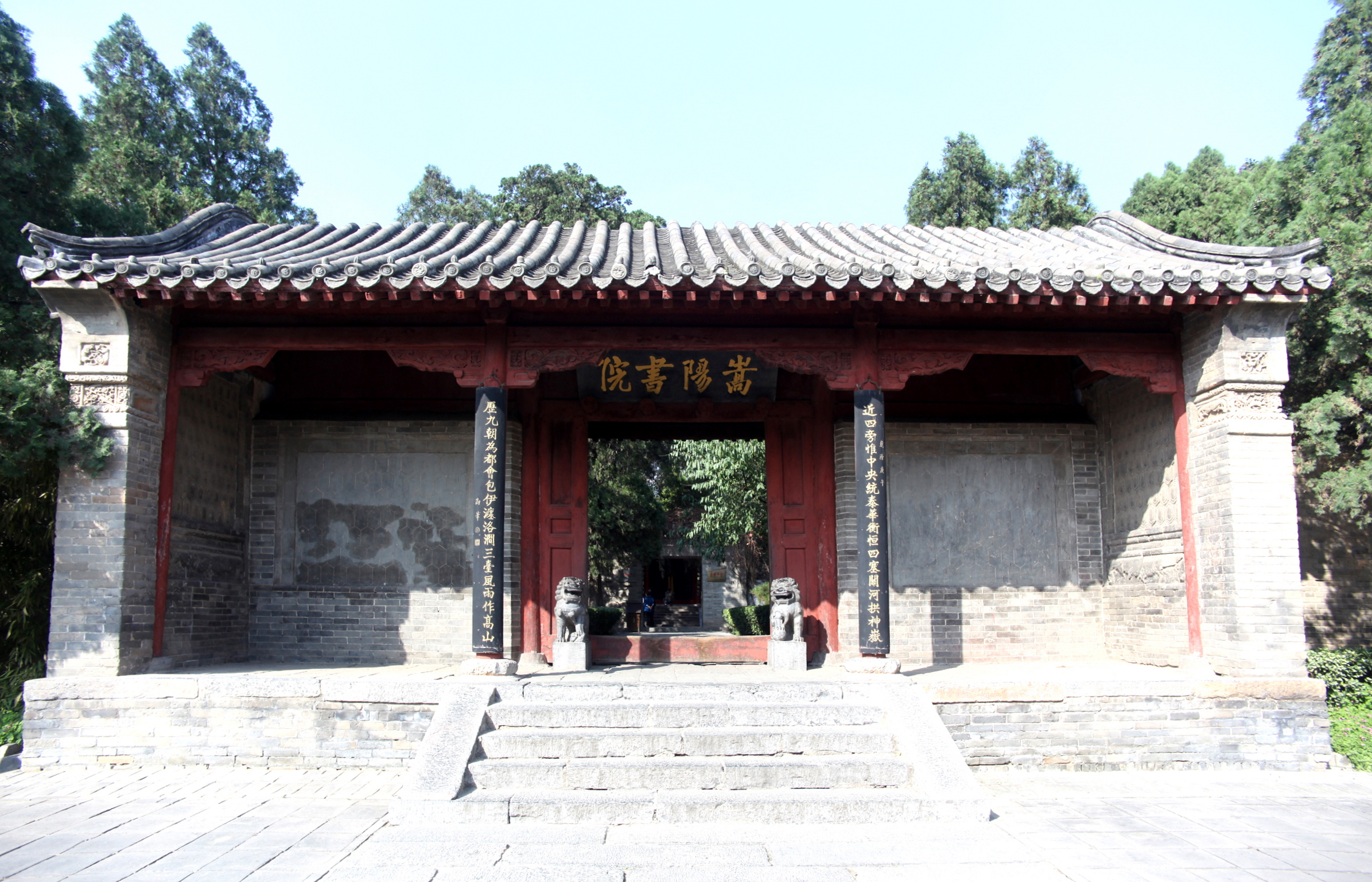
嵩阳书院

书院是中国大陆、台灣、朝鮮、越南等漢字文化圈地区古代的教育制度中，有別於官學的另一種教育系統，為私人兴辦的教育机构，但有时会受到官方领导。

## 历史

### 中國
中国最早的官办书院开始于唐朝，一般多以集賢殿書院為濫觴:12。集賢殿書院的起源為「乾元院」，開元六年（718年）更名為麗正脩書院，後來再改為集賢殿書院:12。而根據《新唐書·卷四十七 百官志》的記載，開元十一年（723年）在光順門外已置有「書院」:12。後來在唐憲宗元和年時，李寬在衡州曾建有石鼓書院；五代時，南唐主李昪在廬山白鹿洞建學館，並以李善道為洞主，被認為是中國有講學書院的開始:12。
宋代书院的兴起是始于范仲淹执掌南都府学，特別是庆历新政之後，在北宋盛极一时。这时候出现了四大书院的说法。到了南宋更盛，各延大儒主持，成為理學書院。
元朝书院制度更為興盛，專講程朱理學，並供祀兩宋理學家。
明朝初年，書院轉衰；直到王陽明出，書院再度興盛。隨後書院因批評時政，遭當道之忌，明世宗、張居正皆曾毀書院；尤其是東林書院事件，魏忠賢盡毀天下書院，書院乃大沒落。
清朝入主中原，对书院加以监管，順治九年（1652年）的〈上諭〉便要求「不許別創書院」；但因為書院制度由來已久、可補學校制度的不足，順治十五年（1658年）在偏沅巡撫袁廓宇的請求下，修復衡陽石鼓書院，以「表彰前賢、興起後學」:13。雍正十一年（1733年），改採鼓勵態度，正式明令各省建書院，書院漸興；惟不分官立私立，皆受政府監督，不復宋元時的講學自由。
直到庚子後新政，庚子詔令將全國書院改制為新式學堂，書院制度瓦解。

## 构成
书院有自己的教学行政组织，有学田作为经费来源，在经济上独立。院長稱為“山長”，副院长稱為“堂長”。

## 具体功能
书院大约可分为讲学、庙祀、课士。

## 並稱
後人對历史悠久、影响广大，或官方褒扬、朝廷赏赐，或名人主讲，人才辈出，或规模较大，世人称道的书院的例举，各家所说往往有差異。各家的中國書院並稱中，唯岳麓书院为各说所共取，今天中國的書院中，独独岳麓书院仍然担任着培养人才的重任，其它书院都不再办学，甚至有些遗址都已荡然无存。

### 中國大陸
中国古代四大书院，一般也称「天下四大书院」、「北宋四大书院」，「宋代四大书院」。是后人对宋代“四大书院”的说法。最早出现于南宋，起初是对北宋时期四大著名书院的称谓。另外也有「宋初四大书院」和「南宋四大书院」的说法。对“四大书院”的说法历来不一，除了四大书院，还有六大，八大之说。唯一受到各种说法公认的是位于湖南长沙的岳麓书院。
最受公认的说法四大书院的说法是：湖南长沙的岳麓书院、江西九江的白鹿洞书院、河南商丘城南的应天书院（睢阳书院）、湖南衡阳的石鼓书院或河南嵩山南麓的嵩阳书院。吕祖谦《白鹿洞书院记》、吴澄之推举，而宋末马端临《文献通考》中的《职官考》也推举。但在同一本书《学校考》中则用石鼓书院取代嵩阳书院。
其他被列入的书院还有徂徕书院，丽泽书院，象山书院，茅山书院（又名金山书院），龙门书院。
宋初四大书院為石鼓书院、金山书院、岳麓书院，徂徕书院，出自范成大《骖鸾录》。
南宋四大书院為丽泽书院、象山书院、岳麓书院、白鹿洞书院。此说法出自清代全祖望《鲒琦亭集外编》卷四十五。
天下六大书院為嵩阳书院、应天书院、岳麓书院、白鹿洞书院，附列石鼓书院，茅山书院。出自南宋王应麟《玉海》，清代全祖望亦赞同此說。
北宋六大书院為石鼓书院、应天书院、岳麓书院、白鹿洞书院、嵩阳书院、茅山书院，出自中華民國大陸時期盛朗西、陈登原《中国书院制度》。
北宋八大书院為石鼓书院，应天书院，岳麓书院，白鹿洞书院，嵩阳书院，茅山书院，龙门书院，徂徕书院，出自南宋诗人范成大，民国陈登原《国史旧闻》也收錄此說。

### 臺灣
臺灣有「臺灣四大書院」、「臺灣府城三大書院」、「臺灣府城四大書院」、「臺北府城三大書院」等說法。
臺灣四大書院為海東書院、玉峰書院、白沙書院、明志書院，出自《臺灣府志》。
臺灣府城三大書院為崇文書院、海東書院、蓬壺書院，四大書院則加上奎樓書院。
臺北府城三大書院為學海書院、登瀛書院、明志書院。

### 朝鮮
朝鮮有「朝鮮五大書院」的說法，包括陶山書院、紹修書院、道東書院 、屏山書院、玉山書院。2019年，该五大书院与韩国其他4座书院被一并列入世界遗产。

## 賜額書院
賜額書院是指君主对书院的钦赐匾额，是书院地位非常重要的象征。賜額的同時會賜學田、書籍，甚至奴婢。有時賜額還包括賜名，由君主下詔更名。
北宋太平兴国二年（978年），宋太宗赐石鼓书院匾额和学田；至道三年（997年）五月，宋太宗颁书赐额太室书院（即嵩阳书院）；大中祥符二年（1009年），宋真宗颁书赐额应天书院；大中祥符八年（1015年），宋真宗颁书赐额岳麓书院；北宋景佑三年（1035年），宋仁宗钦赐匾额石鼓书院。另外，太平兴国二年（977年），宋太宗赐给白鹿洞书院国子监印制的儒家九经。岳麓书院、石鼓书院等也数次获得了皇帝的赐书。
朝鮮歷史上的賜額書院合計為269所。第一所賜額書院是紹修書院，由大儒李退溪向朝鮮明宗請求賜額，明宗下令書院名稱由原名白雲洞書院改為紹修書院，並親書匾額。第二所賜額書院是灆溪書院。

## 書院一詞的現代用法
今日中國大陸地區的民間國學教育機構也常稱為書院，而在香港一般具有歷史的中學也常稱為書院，也是英文College的翻譯。此外，以聯邦制辦學的大學，其主要的教學單位亦常借用「書院」一詞稱之，而在越南，書院則指稱圖書館。

## 延伸閱讀
- 李弘祺：〈精舍與書院 （页面存档备份，存于）〉。
- 李弘祺：〈宋元书院与地方文化——吉州地区书院、学术与民间宗教 （页面存档备份，存于）〉。
- 黄俊杰：〈传统书院的“全人教育”与现代大学的建立 （页面存档备份，存于）〉。
- 吾妻重二：〈文化交涉与东亚世界的书院[永久]〉。
- 吾妻重二：〈关于东亚书院——研究的角度和展望 （页面存档备份，存于）〉。

## 外部連結
维基共享资源上的相關多媒體資源：书院